# Scopula nigrociliata
Scopula nigrociliata är en fjärilsart som beskrevs av Ebert 1965. Scopula nigrociliata ingår i släktet Scopula och familjen mätare. Inga underarter finns listade.